# Cruz de Jerusalém

Cruz de Jerusalém baseada em uma cruz potente (como comumente realizada na heráldica moderna)

A Cruz de Jerusalém (também conhecida como "cruz quíntupla" ou "cruz-e-cruzes") é uma cruz heráldica e uma variante da cruz cristã que consiste em uma grande cruz cercada por quatro cruzes gregas menores, uma em cada quadrante. Foi usado como emblema e brasão de armas do Reino de Jerusalém desde a década de 1280.
Existem variantes para o desenho, também conhecido como "cruz de Jerusalém", com as quatro cruzes também na forma de cruzes potentes, ou inversamente com a cruz central, também na forma de uma cruz grega simples. Não deve ser confundida com a cruz de Lorraine, que também foi chamada de "cruz de Jerusalém".

## Origem

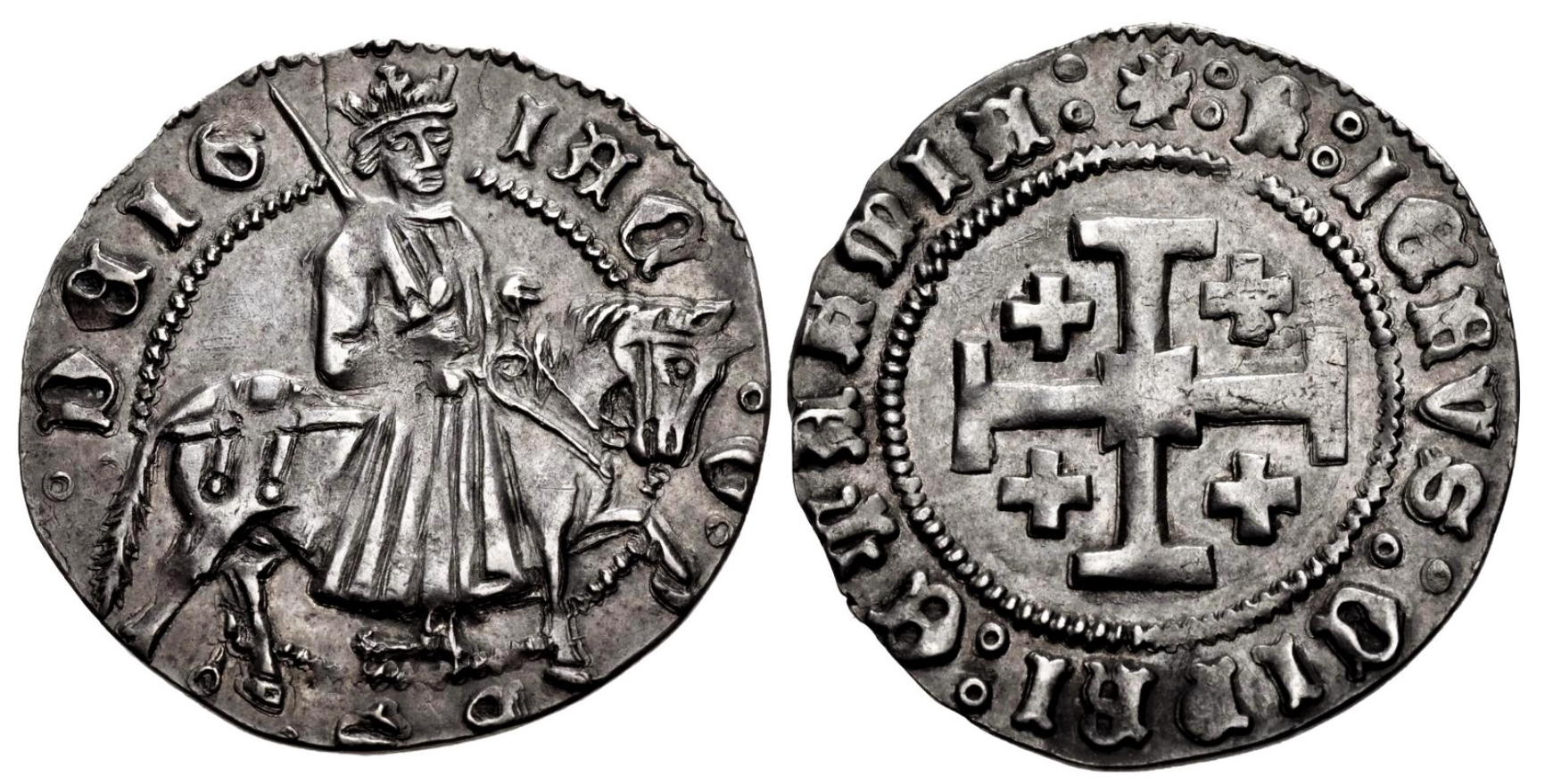
Cruz de Jerusalém em uma moeda de prata de James II de Chipre (1463-1473)

Enquanto o símbolo da cruz quíntupla parece ter origem no século 11, sua associação com o Reino de Jerusalém data da segunda metade do século 13.
O simbolismo da cruz quíntupla é dado de várias maneiras como as Cinco Chagas de Cristo, Cristo e os quatro evangelistas, ou Cristo e os quatro cantos do mundo. O simbolismo das cinco cruzes representando as Cinco Chagas é registrado pela primeira vez no contexto da consagração da Igreja de St. Brelade sob o patrocínio de Roberto da Normandia (antes de 1035); as cruzes estão gravadas na pedra do altar da igreja.

Cruz de Jerusalém de cinco cruzes gregas (variante medieval tardia)

Os "cruz-e-cruzetas" ou centavos Tealby cunhados sob Henrique II da Inglaterra durante 1158-1180 têm a "cruz de Jerusalém" no anverso, com os quatro crosslets representados como decussados (diagonal). Desenhos cruzados semelhantes no anverso das moedas remontam pelo menos ao período anglo-saxão.
Como as armas do Reino de Jerusalém, o desenho é tradicionalmente atribuído ao próprio Godofredo de Bulhão. Não foi usado, no entanto, pelos governantes cristãos de Jerusalém durante o século XII. Um brasão simples de ou, uma cruz argent é documentado por Matthew Paris como as armas de John de Brienne, que havia sido rei de Jerusalém durante 1210-1212, após a morte de John em 1237.
O emblema usado nos selos dos governantes de Jerusalém durante o século XII era uma representação simplificada da própria cidade, mostrando a torre de Davi entre o Domo da Rocha e o Santo Sepulcro, cercada pelas muralhas da cidade. Moedas cunhadas sob Henrique I (r. 1192–1197) mostram uma cruz com quatro pontos nos quatro quartos, mas a cruz de Jerusalém propriamente dita aparece apenas em uma moeda cunhada sob João II (r. 1284/5).
Mais ou menos na mesma época, a cruz de Jerusalém em ouro sobre fundo de prata aparece como o brasão de armas do Reino de Jerusalém em heráldicos antigos, como o Rolo de Camden. As armas do rei de Jerusalém apresentavam ouro sobre prata (no caso de John de Brienne, prata sobre ouro), um metal sobre outro metal, e assim quebravam a regra heráldica da tintura; isso foi justificado pelo fato de Jerusalém ser tão sagrada que estava acima das regras comuns. O ouro e a prata também estavam ligados ao Salmos 68,13, que menciona uma "pomba coberta de prata e suas penas de ouro amarelo".

O Brasão de Armas do Reino de Jerusalém.

A Gelre Armorial (século XIV) atribui aos "imperadores de Constantinopla" (o Império Latino) uma variante da cruz de Jerusalém com as quatro cruzetas inscritas em círculos. Filipe de Courtenay, que detinha o título de imperador latino de Constantinopla de 1273 a 1283 (embora Constantinopla tivesse sido reconquistada pelo Império Bizantino em 1261) usou uma forma estendida da cruz de Jerusalém, onde cada uma das quatro cruzetas era cercada por quatro crosslets menores (uma "cruz de Jerusalém das cruzes de Jerusalém").

## Heráldica Clássica
Na heráldica medieval tardia, a cruz dos cruzados foi usada para vários estados dos cruzados. O Livro de Todos os Reinos, do século XIV, usa-o como bandeira de Sebasteia. Mais ou menos ao mesmo tempo, o gráfico Pizzigano o usa como a bandeira de Tbilisi (com base no último exemplo, a cruz do cruzado foi adotada como bandeira da Geórgia em 2004).
Carlo Maggi, um nobre veneziano que visitou Jerusalém e foi feito cavaleiro da Ordem do Santo Sepulcro no início da década de 1570, incluiu a cruz de Jerusalém em seu brasão.

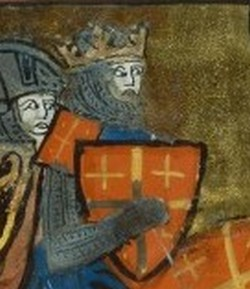
Representação da cruz de Jerusalém em um escudo vermelho (em vez de prata) como as armas de Godofredo de Bulhão em uma miniatura do século XIV.

Há uma tradição historiográfica de que Pedro, o Grande, hasteou uma bandeira com uma variante da cruz de Jerusalém em sua campanha no Mar Branco em 1693.

## Uso moderno
Um estandarte com uma variação da cruz de Jerusalém foi usado na proclamação da Revolução no Monte Pelion Anthimos Gazis em maio de 1821 na Guerra da Independência Grega.
A papal Ordem do Santo Sepulcro tem como emblema a cruz de Jerusalém, em vermelho, que também é usada nas armas do Guardião da Terra Santa, chefe dos frades franciscanos que servem nos santos lugares cristãos de Jerusalém, e cujo trabalho é apoiado pela Ordem.
Quando Alberto, Príncipe de Gales (mais tarde Rei Eduardo VII), visitou Jerusalém em 1862, ele tinha uma cruz de Jerusalém tatuada em seu braço. O imperador alemão Wilhelm II visitou Jerusalém em 1898 e concedeu a Ordem do Santo Sepulcro (Cruz Memorial de Jerusalém) em forma de cruz de Jerusalém para aqueles que o acompanharam na inauguração da Igreja Luterana do Redentor, Jerusalém.

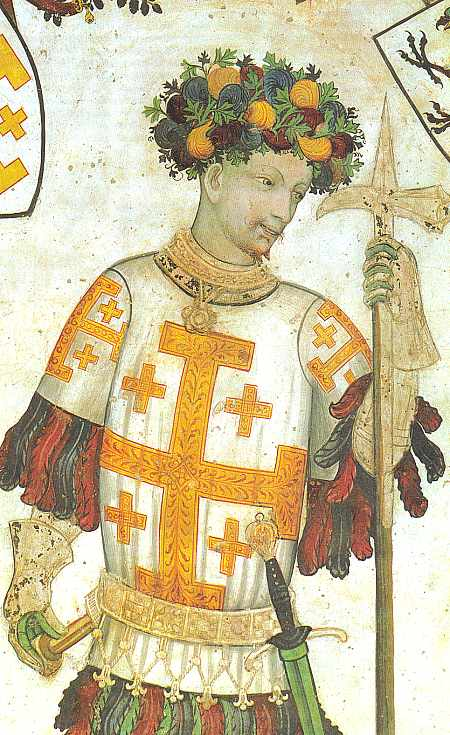
Godofredo de Bulhão como retratado em um afresco medieval tardio

No início do século XX, a cruz de Jerusalém também passou a ser usada como símbolo da evangelização mundial no protestantismo. Um desenho derivado conhecido como "Cruz de Serviço da Igreja Episcopal" foi usado pela primeira vez durante a Primeira Guerra Mundial pela Igreja Episcopal Anglicana nos Estados Unidos. A cruz de Jerusalém foi escolhida como emblema do Deutscher Evangelischer Kirchentag (Congresso da Igreja Evangélica Alemã) na década de 1950, desde a década de 1960 apresentada de forma simplificada onde a potente Cruz central é substituída por uma simples cruz grega.
A bandeira moderna da Geórgia foi introduzida em 2004 com base na bandeira de Tbilisi mostrada no gráfico Pizzigano.
A Cruz de Jerusalém também é o símbolo do Kairos, um retiro jesuíta de quatro dias que é realizado para jovens em escolas secundárias e paróquias em todo o mundo. As quatro cruzes são usadas para simbolizar o lema do retiro "Viva o quarto".
O conjunto de caracteres Unicode tem um caractere ☩, U+2629 CROSS OF JERUSALEM na tabela Miscellaneous Symbols. No entanto, o glifo associado a esse caractere de acordo com a ficha de personagem Unicode oficial é mostrado como uma simples cruz potente, e não uma cruz de Jerusalém.

### Superfícies seletivas em frequência
A cruz de Jerusalém é frequentemente usada na aplicação seletiva de frequência na superfície. A cruz de Jerusalém é uma escolha atraente para o elemento periódico porque tal torna a superfície seletiva de frequência menos sensível ao ângulo de incidência.